# Пежо 407
Пежо 407 (фр. Peugeot 407) велики је породични аутомобил који је производила француска фабрика аутомобила Пежо од 2004. до 2011. године.

## Историјат
Пежо 407 је наследник изузетно успешног Пежоа 406, а лансиран је маја 2004. године, након што је први пут представљен у облику концептног аутомобила под називом „407 Elixir” на салону аутомобила у Франкфурту 2003. године. Поједностављен дизајн аутомобила сматран је прилично радикалним, а његове карактеристике су биле велика предња маска хладњака, велики фарови који дубоко залазе у бок возила и стрмо постављени предњи стубови. Највећи конкуренти су му били Тојота авенсис, Рено лагуна, Ситроен Ц5, Мазда6, Форд мондео и Фолксваген пасат.
Био је доступан у верзијама седан са четвора врата, затим у караван са петора врата и купе верзији са двоја врата. Караван, ознаке SW, представљен је четири месеца након седана, а јануара 2006. године и купе верзија, која је под називом „407 Prologue” први пут представљена на салону у Женеви марта 2005. године.
На европским тестовима судара 2004. године, 407 у седан верзији је добио максималних пет звездица за безбедност одраслих путника, а четири за безбедност деце. Исти резултат је постигао и у купе верзији на тестовима из 2005. године.
Средином 2008. године, 407 је редизајниран. Редизајниране моделе је најједноставније препознати по нешто другачијим задњим стоп светлима, али и по дводелној лајсни на задњем бранику. Благо су измењени предњи и задњи браник, ревидирана предња маска са више хрома, нови дизајн алуминијумских точкова и неколико мањих измена у ентеријеру, команде за клима уређај, унапређени путни компјутер и квалитетнији материјали. Код неких мотора, повећане су снаге и побољшане перформансе.
Новембра 2009. године из компаније су најавили да се наследник 407-ице неће звати Пежо 408, већ Пежо 508, који је званично представљен на салону аутомобила у Паризу октобра 2010. године. Пежо 408 је заснован на моделу 308 и намењен је тржиштима у развоју, попут Кине, Русије и Јужне Америке.

## Мотори
| Модел   | Запремина | Вентили     | Снага           | Момент                 | 0–100 km/h | Брзина   |
| Бензин  | Бензин    | Бензин      | Бензин          | Бензин                 | Бензин     | Бензин   |
| ------- | --------- | ----------- | --------------- | ---------------------- | ---------- | -------- |
| 1.8     | 1749 cm³  | I4 DOHC 16v | 85 kW (114 КС)  | 163 Nm @ 4500 rpm      | 12,9 сек.  | 200 km/h |
| 1.8     | 1749 cm³  | I4 DOHC 16v | 92 kW (123 КС)  | 170 Nm @ 3750 rpm      | 10,3 сек.  | 203 km/h |
| 2.0     | 1997 cm³  | I4 DOHC 16v | 100 kW (130 КС) | 190 Nm @ 4100 rpm      | 10,3 сек.  | 212 km/h |
| 2.0     | 1997 cm³  | I4 DOHC 16v | 103 kW (138 КС) | 200 Nm @ 4000 rpm      | 10,3 сек.  | 213 km/h |
| 2.2     | 2230 cm³  | I4 DOHC 16v | 116 kW (156 КС) | 217 Nm @ 3900 rpm      | 9,0 сек.   | 220 km/h |
| 2.2     | 2230 cm³  | I4 DOHC 16v | 120 kW (160 КС) | 220 Nm @ 4150 rpm      | 10,1 сек.  | 222 km/h |
| 3.0     | 2946 cm³  | V6 DOHC 24v | 155 kW (208 КС) | 290 Nm @ 3750 rpm      | 8,7 сек.   | 235 km/h |
| Дизел   |           |             |                 |                        |            |          |
| 1.6 HDi | 1560 cm³  | I4 DOHC 16v | 80 kW (110 КС)  | 240 Nm @ 1750 rpm      | 13,1 сек.  | 192 km/h |
| 2.0 HDi | 1997 cm³  | I4 DOHC 16v | 100 kW (130 КС) | 320 Nm @ 2000 rpm      | 9,8 сек.   | 208 km/h |
| 2.0 HDi | 1997 cm³  | I4 DOHC 16v | 103 kW (138 КС) | 320 Nm @ 2000 rpm      | 9,8 сек.   | 208 km/h |
| 2.0 HDi | 1997 cm³  | I4 DOHC 16v | 120 kW (160 КС) | 340 Nm @ 2000–3000 rpm | 9,6 сек.   | 210 km/h |
| 2.2 HDi | 2179 cm³  | I4 DOHC 16v | 125 kW (168 КС) | 370 Nm @ 1500 rpm      | 8,7 сек.   | 225 km/h |
| 2.7 HDi | 2720 cm³  | V6 DOHC 24v | 150 kW (200 КС) | 440 Nm @ 1900 rpm      | 8,5 сек.   | 230 km/h |
| 3.0 HDi | 2993 cm³  | V6 DOHC 24v | 177 kW (237 КС) | 450 Nm @ 1600 rpm      | 7,9 сек.   | 245 km/h |

## Галерија
- Седан
- Седан
- Купе
- Караван